# アンジェリークシリーズ
アンジェリークシリーズは、コーエーから発売されている女性向け恋愛シミュレーションゲーム『アンジェリーク』、及びそこから派生した関連ゲーム、グッズの総称。1994年に世界初の女性向け恋愛ゲームとして発売される。2020年時点でゲームシリーズの累計販売本数は85万本を超える。

## 概要
女性向け恋愛シミュレーションゲーム市場を開拓したシリーズで、コーエーの女性向けゲーム開発チーム、ルビー・パーティーが開発したネオロマンスシリーズ第1作目。
※『ネオ アンジェリーク』についてはアンジェリークシリーズに含まれないネオロマンスシリーズ4作目であるため本稿には記述しない。
1994年に第一作が発売されたのちキャラクター増加と設定追加・変更という流れでシリーズが続けられた。
シリーズ全体を通してキャラクターデザインを行っているのは由羅カイリ。
ただし、『スウィートアンジェ』は桂崎新子、『アンジェリーク 魔恋の六騎士』は東夕陽、『アンジェリーク ルトゥール』はハチロクハチコが行っている。
開発当時は声優の起用はめずらしかったが、このソフトの開発のために採用した女性社員が「声優のイベントに参加したいので入社日をずらしてほしい。」と要望したことから襟川恵子(現コーエーテクモホールディングス代表取締役会長)の興味を引くこととなり、ゲームへの採用だけでなく主題歌をはじめとした関連グッズの制作などゲームにとどまらない商品展開をすることとなった。

## 登場人物
『アンジェリーク 魔恋の六騎士』の登場人物については登場人物がほとんど重ならないためゲーム記事の方を参照のこと。

### 神鳥の宇宙

#### 女王
「調和」の力（サクリア）を持ち、守護聖の力をバランスよくまとめ、宇宙の平穏な運行をもたらす存在。

##### アンジェリーク・リモージュ（第256代神鳥の女王）
声 - 白鳥由里
『アンジェリーク』においては以下の通り。
主人公。女王候補の一人。17歳。
スモルニィ女学院に通う、おしゃべりと甘いものとリボンが好きなごく普通の女子高生。金の巻き毛に緑の瞳の元気な少女。
『アンジェリークSpecial2』以降においては以下の通り。
第256代神鳥の女王。17歳。
女王補佐官のロザリアとは女王候補時代からの親友。好奇心が強く、元気一杯で補佐官を困らせるところがある。力に満ちた慈愛あふれる女王であり、みなに慕われている。

##### ・ロザリア・デ・カタルヘナ（第256代神鳥の女王補佐官）
声 - 三石琴乃
『アンジェリーク』においては以下の通り。
アンジェリーク・リモージュのライバルで女王候補の一人。17歳。
スモルニィ女学院の生徒。大貴族のお嬢様で女王候補となるべく幼い頃から厳しく育てられてきた誇り高い少女。青く長い巻き毛と青い瞳の持ち主。気が強く、毒舌な反面、面倒見はいい。ヴァイオリンを弾くのが趣味。生粋のお嬢様であるため実家から身の回りを世話をする「ばあや」をつれてきている。
『アンジェリークSpecial2』以降においては以下の通り。
第256代神鳥の女王に仕える女王補佐官。17歳。初代聖獣の女王の選出試験の責任者。
女王アンジェリーク・リモージュとは女王候補時代からの親友。真面目で有能、気品のある美しい女性。親友である女王にはよく振り回されている。貴族出身であるため宮廷作法に通じており、アンジェリーク・リモージュの女王就任当初は教師役を務めていた。

#### 守護聖
女王に仕え、宇宙を構成する9つの力「サクリア」を司る存在。

##### 神鳥の光の守護聖ジュリアス
声 - 速水奨
誇りを司る光の守護聖。25歳。
大貴族の出身で誇りと威厳に満ちており、自己にも他者にも同様に厳しい。クラヴィスとは犬猿の仲。守護聖としての自負が高く、女王への忠誠心と仕事への熱心さでは他の追随を許さない。かなりの真面目。
クラヴィスとの不仲だが、ジュリアスが就任時において多大な影響をうけたのが前闇の守護聖であり、ある日突然代替わりしてしまった新闇の守護聖（クラヴィス）との第一印象が悪かったのが最初の発端であった。

##### 神鳥の闇の守護聖クラヴィス
声 - 島田敏（ドラマCD『光と闇のサクリア』『ときめきの宝石箱』）→塩沢兼人（『アンジェリークSpecial』以降）→田中秀幸（『アンジェリーク トロワ』以降）
安らぎを司る闇の守護聖。25歳。
寡黙で近寄りがたい雰囲気の人物。流浪民の出身で急な守護聖交代のせいで守護聖であることに窮屈さを感じている。人嫌いでマイペース。ジュリアスとは犬猿の仲。
実は第255代神鳥の女王の選出試験時に女王候補に恋をしていたのだが、結局彼女は女王になる道を選んでしまう。元々急な守護聖交代により心の整理もつかないまま聖地に連れてこられ、この頃から孤独な日々を過ごしていたのだが、前述の理由からさらに心を閉ざしてしまった。だが様々な出来事から徐々に心が開いていく。

##### 神鳥の風の守護聖ランディ
声 - 林延年
勇気を司る風の守護聖。18歳。
快活でスポーツ好きな好青年。正義感が強く、生真面目な性格。
気さくで人当たりは良いがゼフェルに対しては感情的になりがち。そのため何かにつけて反抗的なゼフェルとはいまひとつ仲が良くないがマルセルとは仲が良い。オスカーに剣を習っており師弟関係。

##### 神鳥の水の守護聖リュミエール
声 - 飛田展男
優しさを司る水の守護聖。21歳。
女性的な優しい容姿の持ち主で、争いごとを嫌い音楽など芸術を愛する穏やかな性格。自分の殻にこもりがちなクラヴィスを常に気遣っている。実は怪力の持ち主。オスカーと同期だが仲が悪い。

##### 神鳥の炎の守護聖オスカー
声 - 堀内賢雄
強さを司る炎の守護聖。22歳。
軍人家系の出身で剣の名手。プレイボーイであることを除けば常識人。自信家でそれに見合う実力がある。ジュリアスを尊敬しており、いわば主従関係にある。リュミエールと同期だが仲が悪い。

##### 神鳥の緑の守護聖マルセル
声 - 結城比呂
豊かさを司る緑の守護聖。14歳。
最年少の守護聖であり、少女のような愛らしい外見と、動物や植物を愛する優しい心の持ち主。ランディ、ゼフェルと仲が良い。リュミエールやルヴァの事も慕っている。頑張り屋だが、その反面寂しがり屋である。

##### 神鳥の鋼の守護聖ゼフェル
声 - 岩田光央
器用さを司る鋼の守護聖。17歳。
無愛想で口が悪く内面をなかなか見せないが、素直になれないだけで、根は優しく繊細な少年。女は"すぐ泣く"ので苦手。趣味はメカいじりやスカッシュ。身長のことを気にしている。
クラヴィス同様急な守護聖交代で、ある日突然サクリアが発現した為、守護聖としての教育を受けることなく無理矢理家族や故郷と引き離されたところ、急にサクリアを消失した事で動揺した前任鋼の守護聖との間に軋轢が生じたことで鬱屈を抱えている。まじめで口うるさい所のあるランディのことは煙たがっている。ルヴァには守護聖になったときから面倒を見てもらっており、表向きは反発しながらも慕っている。

##### 神鳥の夢の守護聖オリヴィエ
声 - 子安武人
美しさを司る夢の守護聖。22歳。
「極楽鳥」と異名を取る派手なファッションとメイクを好み、女言葉を使う事もあるが決してオカマではなく、実は武闘派である。おしゃれ好きで享楽的な雰囲気を持つが根はまじめで性格はさばさばしており、思慮深い。楽器もひととおりこなす。守護聖になった年齢が遅いため人生経験が豊かで、人間関係を取り持つことが多い。

##### 神鳥の地の守護聖ルヴァ
声 - 関俊彦
知恵を司る地の守護聖。26歳。
学者肌でおっとりしているため、厄介ごとを押し付けられやすい。知性と教養の豊かさで一目置かれている。ジュリアスとクラヴィスの仲裁役。また、オリヴィエとも仲が良い。守護聖の中では年少組のランディ、ゼフェル、マルセルのことを気にかけており、彼らからも慕われている。

#### その他の人々

##### 王立研究院責任者パスハ
声 - 矢尾一樹（OVA『聖地より愛をこめて』のみ堀川仁）
宇宙の状態を観測、研究する王立研究院の責任者で水龍族の男性。24歳。
大陸の育成に関して女王候補たちにアドバイスを行う。占い師のサラとは恋人同士。
無口で生真面目な性格であるため情熱的な性格のサラとは時々衝突している。

##### 占い師サラ
声 - 折笠愛
女王試験の行われる飛空都市で占いの館を開いている火龍族の女性。21歳。
女王候補たちに占いでアドバイスを行う。王立研究院のパスハとは恋人同士。
恋愛至上主義で女王候補たちには素敵な恋をして欲しいと願っておりそのための助力を惜しまない。

##### 第255代神鳥の女王アンジェリーク
声 - 勝生真沙子
アンジェリーク・リモージュの先代の女王。21歳。いつも深くベールをかぶり、めったに人前に姿を現さない。元女王候補の1人で女王補佐官のディアとはスモルニィ女学院在学中からの親友。長いストレートの金の髪と灰緑色の瞳の持ち主。
女王候補時代は今とは正反対に木登りをするほど活発で率直な性格だった。クラヴィスから想いを寄せられており、彼女自身もクラヴィスに好感はあったものの、全ての人たちの光になりたいと考える彼女は、結局クラヴィスの想いに応える事が出来ず女王となってしまった。

##### 第255代神鳥の女王補佐官ディア
声 - 田中敦子
第255代神鳥の女王に仕える補佐官。21歳。
温厚で母性的な女性だが有能で威厳がある。ほとんど人前に出ない女王の代わりをつとめている。第256代神鳥の女王選出のための女王試験の責任者。元女王候補の1人で第255代女王とはスモルニィ女学院在学中からの親友。貴族出身で社交的であるため、よくお茶会や食事会などを催し、皆の親交を図っている。

##### 前・神鳥の緑の守護聖カティス
声 - 池田秀一
マルセルの先代の緑の守護聖。洒脱で捌けた人物で守護聖の間で人望があった。マルセルの受け継いだ館には、宇宙中から彼がコレクションした秘蔵のワイン貯蔵庫があるなど、酒の目利きとして知られ、自らワインを作っている。
CDドラマの一部とゲーム『ふしぎの国のアンジェリーク』にのみ登場。

##### 前・神鳥の鋼の守護聖ライ
ゼフェルの先代の鋼の守護聖。『アンジェリーク ルトゥール』に登場。

### 聖獣の宇宙 （アンジェリークSpecial2）

#### 女王
調和の力（サクリア）を持ち、守護聖の力をバランスよくまとめ、宇宙の平穏な運行をもたらす存在。

##### アンジェリーク・コレット（初代聖獣の女王）
声 - 浅田葉子
『アンジェリークSpecial2』においては以下の通り。
主人公。女王候補の1人。17歳。
スモルニィ女学院に通う、ごく普通の女子高生。栗色の髪に青緑色の瞳の少女。プレイヤーによって3通りの性格に設定することができる。
『アンジェリーク 天空の鎮魂歌』以降においては以下の通り。
主人公（『アンジェリーク エトワール』を除く）。初代聖獣の女王。17歳。優しくおっとりしているが芯の強い少女。女王補佐官レイチェルとは女王候補時代からの親友。

##### アルフォンシア
聖獣の宇宙の意思。女王のサクリアをもつ者だけがその姿を見、意思を通じ合わせることができる。アルフォンシアという名はアンジェリーク・コレットが名づけたものでレイチェルはルーティスと呼んでいた。

##### レイチェル・ハート（初代聖獣の女王補佐官）
声 - 長沢美樹
『アンジェリークSpecial2』においては以下の通り。
アンジェリーク・コレットのライバルで女王候補の1人。16歳。
王立研究院所属の天才少女。金の髪に紫の瞳の勝気な少女。
『アンジェリーク 天空の鎮魂歌』以降においては以下の通り。
初代聖獣の女王に仕える女王補佐官。16歳。
女王アンジェリーク・コレットとは女王候補時代からの親友。頑張りやで無理をしがちな女王のことを常に気遣っている。

#### 教官・協力者・守護聖

##### ヴィクトール（精神の教官・聖獣の地の守護聖）
声 - 立木文彦
『アンジェリークSpecial2』～『アンジェリーク トロワ』においては以下の通り。
女王試験の精神の教官。本来の職業は将軍クラスの軍人。31歳（トロワでは34歳）。
女王候補たちに"精神"についての講義を行う。王立宇宙軍所属の軍人で無骨な人物だがおおらかで穏やかな性格。O型。おとなしい女性を好む。
『アンジェリーク エトワール』においては以下の通り。
礎を護りぬく聖獣の地の守護聖。34歳。
行動力と強靭な精神は軍人時代に培われたものだが、その反面、穏やかなところもある。守護聖となってからも、肉体の鍛錬は欠かさない。

##### セイラン（感性の教官・聖獣の緑の守護聖）
声 - 岩永哲哉
『アンジェリークSpecial2』～『アンジェリーク トロワ』においては以下の通り。
女王試験の感性の教官。19歳（トロワでは22歳）。
女王候補たちに"感性"についての講義を行う。端麗な容姿の高名な芸術家。詩や作曲、彫刻など様々な芸術に秀でている。毒舌家で少々変わり者。B型。気の強い女性を好む。
『アンジェリーク エトワール』においては以下の通り。
生命をはぐくむ聖獣の緑の守護聖。22歳。
地位や名誉といったものに全く興味が無く、決して周囲に流されない。辛辣な口調は健在。

##### ティムカ（品位の教官・聖獣の水の守護聖）
声 - 私市淳
『アンジェリークSpecial2』～『アンジェリーク トロワ』においては以下の通り。
女王試験の品位の教官。13歳（トロワでは16歳）。
女王候補たちに"品位"についての講義を行う。エキゾチックな容姿の優しく品のある少年。年に似合わぬ落ち着いた性格の持ち主。実は某王国の王太子（トロワでは国王）。A型。明るい女性を好む。
『アンジェリーク エトワール』においては以下の通り。
涼やぎを与える聖獣の水の守護聖。16歳。
父である王は病気の為に退位し、彼が即位して、若き賢王として国民を導いていたため、守護聖の使命の尊さや大変さをとてもよく理解している。

##### エルンスト（王立研究院の主任研究員・聖獣の鋼の守護聖）
声 - 森川智之
『アンジェリークSpecial2』～『アンジェリーク トロワ』においては以下の通り。
王立研究院の主任研究員。27歳（トロワでは30歳）。（天空の鎮魂歌以降）
女王試験の協力者として女王候補たちに育成についてのアドバイスを行う。メタルフレームのめがねが似合う知的な青年。生真面目で不器用なところがある。
『アンジェリーク エトワール』においては以下の通り。
存在を創りだす聖獣の鋼の守護聖。30歳。
常に冷静で滅多に動揺しない。謙虚な性格のため守護聖になることには、強い戸惑いと葛藤かあったが、その思いを克服した。

##### メル（占い師・聖獣の夢の守護聖）
声 - 冬馬由美
『アンジェリークSpecial2』～『アンジェリーク トロワ』においては以下の通り。
占いの館の占い師。火龍族の少年。15歳（トロワでは18歳）。（天空の鎮魂歌以降）
女王試験の協力者として女王候補たちに占いでアドバイスを行う。神鳥の宇宙の占い師の女性、サラの従弟でおとなしく甘えん坊な可愛い少年。トロワにおいては18歳になり龍族の成長期を迎え、体つきもがっちりして、逞しくなったが、素直で明るいところは変わらない。マルセルと仲が良く、エルンストの事も慕っている。
『アンジェリーク エトワール』においては以下の通り。
自由さを与える聖獣の夢の守護聖。18歳。
ネオロマンスシリーズに登場する攻略可能な男性キャラクターの中で、唯一女性声優が声を当てている。

##### チャーリー（謎の商人・聖獣の炎の守護聖）
声 - 真殿光昭
『アンジェリークSpecial2』～『アンジェリーク トロワ』においては以下の通り。
土の曜日に公園に店を出す謎の商人。23歳（トロワでは26歳）。（天空の鎮魂歌以降）
女王試験の協力者のうちの1人。女王候補たちはこの店で意中の人に贈るプレゼントを手に入れる。遊び人風の風体で関西弁の陽気なお兄さん。
実は神鳥の女王のアンジェリーク・リモージュとも懇意な、名だたるウォン財閥の5代目総帥チャールズ・ウォン。守護聖ではないアリオス（レヴィアス）を除いて守護聖・協力者の中では唯一フルネームが明かされている。
『アンジェリーク エトワール』においては以下の通り。
熱さを与える聖獣の炎の守護聖。26歳。
守護聖になっても、明るく前向きな性格の持ち主でサービス精神を忘れない。

### 聖獣の宇宙 （アンジェリーク 天空の鎮魂歌）

#### アリオス
声 - 成田剣
『アンジェリーク 天空の鎮魂歌』においては以下の通り。
旅の剣士。28歳。
宿屋で火事に巻き込まれたアンジェリーク・コレットを救ったことからアンジェリーク・コレットの一行に加わる。皮肉っぽい言動を好み、一匹狼的性格でぶっきらぼうだが意外と面倒見がいい。アンジェリーク・コレットをからかうのが好き。
実はその正体は神鳥の女王アンジェリーク･リモージュの宇宙を襲った皇帝レヴィアス。
『アンジェリーク トロワ』においては以下の通り。
謎の青年。28歳。
「約束の地」に一人で出かけると出会える。記憶喪失になっており、彼の話に因れば、気がついたら自分はここに倒れており、ここがどこか、自分が誰なのかも全く判らないという。隠しキャラ的存在で、『アンジェリーク 天空の鎮魂歌』のアリオスとしてのパターンと、ただの謎の青年アリオスとしてのパターンがある。どちらのパターンのアリオスが登場するかは、プレイヤーのある操作によって決定する。パターンによって、アリオスと初めて出会った時のアンジェリーク・コレットの反応が違う。守護聖や教官・協力者達と違い、アンジェリーク・コレットが女王であることを知らないため、普通の一人の少女として扱う。ただし、『天空の鎮魂歌』のアリオスについては、記憶を取り戻せばアンジェリーク・コレットが何者であるかも思い出す。
『アンジェリーク エトワール』においては以下の通り。
聖獣の女王に仕える影。28歳。
エンジュがレイチェルに相談しに宮殿に行く途中、いつもと違う道を通ると出会える。すると、彼は宮殿の中庭で居眠りをしている。エンジュが何度か彼と話すうちに、彼が聖地についてよく知る人物だとわかる。彼はエンジュがエトワールであることに関係なく、自分の言葉で話しかけてくる。言葉遣いが悪いので、エンジュはからかわれている様に感じてしまうが、エンジュが落ち込んでいるときは、仕方なさそうに励ましてくれる。

### 聖獣の宇宙 （アンジェリーク トロワ）

#### エルダ
声 - 宮本充
謎の青年。失われしものという意味でエルダと名づけられた。自分はラ・ガを倒す為の存在であると語る。初対面にもかかわらず、アンジェリーク・コレットは彼に懐かしさを感じた。その正体は聖獣の宇宙の意思、アルフォンシアが記憶を失った姿。

#### ラ・ガ
宇宙の虚無から生まれた邪悪な存在。何もかもを憎み、全てを無に帰そうとする。

#### 謎の女性
アンジェリーク・コレットにだけ聞こえる、不思議な声の正体。アンジェリーク・コレットを「創世の女王」と呼び、エルダの封印を解き放つ様に言う。その正体は遙か未来の聖獣の宇宙の女王であるティエン・シー。過去の女王に助けを求めるべく大陸を時空移動させた。

### 聖獣の宇宙 （アンジェリーク エトワール）

#### エトワール

##### エンジュ
声 - 本名陽子※アニメ・ドラマCDのみ
『アンジェリーク エトワール』の主人公。17歳。
神鳥の宇宙出身の少女。普通の女子高生であったが、石板に選ばれ「伝説のエトワール」となる。三つ編みにした髪型が特徴で、下ろすと癖毛である。
ゲーム版とアニメ版で性格や一部の設定が異なり、ゲーム版は明るく活発であり、やや勝ち気な性格。アニメは自分には取り柄がないと思い込む引っ込み思案な性格となっている。

##### コンスタンタン
通称タンタン。一見、ウサギのぬいぐるみの様に見えるが、実は石板の神器で、太古から生きている精霊。エンジュとの出会いにより、ウサギの様な姿になる。エンジュを補佐する存在。

#### 守護聖
下記3人以外の守護聖に関しては#聖獣の宇宙 （アンジェリークSpecial2）を参照。

##### 聖獣の光の守護聖レオナード
声 - 小山力也
目覚めをもたらす光の守護聖。27歳。
聖獣の宇宙にある街の地下クラブのバーテンダーであった。自由を何よりも好み、堅苦しいもの、形式ばったことが大嫌い。治安が悪い所で暮らしていたため、エンジュにも、最初は乱暴な態度と言葉遣いで接する。自負心が強く、なかなか他人を信じない。守護聖としてのキャリアは短いが、人生経験は豊富。街に住んでいた居た時は髭を生やしていたが聖地では剃って登場している。

##### 聖獣の闇の守護聖フランシス
声 - 杉田智和
眠りをもたらす闇の守護聖。23歳。
聖獣の宇宙の霧深い街でサイコセラピストとして働いていた。穏やかな物腰で、人々に精神の安らぎを与えていた。女性には特に優しいと評判であったが、彼自身は過去に起こった出来事のせいか、華やかな生活とは裏腹に、寂しげな雰囲気を漂わせていて、少し病んでいる。意外にもウサギが大の苦手で見るだけでも気絶してしまう。アニメ第1期に登場した恋人を失って死のうとし、エンジュに助けられた男性の生まれ変わりである。

##### 聖獣の風の守護聖ユーイ
声 - 浪川大輔
変化をもたらす風の守護聖。17歳。
辺境の惑星の港町に住んでいて、祖父と共に漁師として働いていた。考えるよりも先に行動する野性派。素朴で人を疑うことを知らないが、意外と頑固な一面もある。エンジュに出会うまでは、女王や守護聖、聖地について全く何も知らなかった。

#### その他の人々

##### エイミー
エンジュが社会見学で知り合った、知的で大人びた少女。18歳。
素質を見込まれ、王立研究院の研究員となる。クールでさっぱりとした性格。仕事も的確にこなす。

##### ネネ
エンジュが社会見学で知り合った、火龍族の少女。16歳。
火龍族の特性か、占いとおまじないを得意とし、占いの館で占い師になる。甘えん坊で妹のような雰囲気の少女。

##### コンラッド
聖獣の宇宙を移動する宇宙船の船長。彼はレイチェルからの依頼により、エンジュを手助けする。穏やかで親しみやすい人物。

## ゲーム
基本的にシリーズの世界観は『アンジェリークSpecial2』で前作の主人公が女王になっているなど女王エンディングが基本になっている。

### 恋愛シミュレーション
- アンジェリーク
  - シリーズ1作目。普通の女子高生、アンジェリーク・リモージュが宇宙の女王の後継者候補となり、女王に仕える9人の守護聖たちの力を借りて女王を目指す。『アンジェリークSpecial』、『アンジェリーク デュエット』はいずれも『アンジェリーク』と同内容のゲーム。詳細については『アンジェリーク』を参照のこと。
- アンジェリークSpecial2
  - シリーズ2作目。1作目のヒロイン、アンジェリーク・リモージュが女王となった宇宙に住むアンジェリーク・コレットが、別の宇宙の女王候補に選ばれ女王を目指す。男性キャラクターは、前作の9人の守護聖に3人の教官と3人の協力者が加わっている。
- アンジェリーク トロワ
  - シリーズ3作目。2作目のヒロイン、アンジェリーク・コレットが主人公。突如現れた謎の霧に包まれ、異界にさらわれたアンジェリークたち。助けを求める謎の人物・エルダを解放する為、異界の荒れた大地を育成することになる。男性キャラクターは、前作の15人に加えて隠しキャラ1名が加わっている。
- アンジェリーク エトワール
  - シリーズ4作目。1作目のヒロイン、アンジェリーク・リモージュが女王となった神鳥の宇宙に住むエンジュが主人公。アンジェリーク・リモージュ女王、神鳥の宇宙の守護聖たち、聖獣の宇宙のアンジェリーク・コレット女王、教官、協力者、謎の剣士の転生、など歴代キャラが総出演し、さらに新キャラ3人が加わって恋愛対象は19人。前作までの教官及び協力者が、新キャラを加えて聖獣の宇宙の守護聖になる、という大規模な設定変更があった
- アンジェリーク ルミナライズ[4]
  - シリーズ5作目。2021年5月20日発売。Nintendo Switch用ソフト。

#### ゲームシステム
ゲームごとに多少のばらつきはあるが基本的なゲームシステムは同じである。
エンディングは大きく分けて下記の3つになる。
- 恋愛エンディング - 男性キャラクターとの恋愛成立条件が整った場合
- 女王エンディング - ライバルキャラクターに先んじて（ライバルが存在しない場合は指定期間内に）育成が完了した場合
- その他

プレイヤーの取れる行動は「育成」と「男性キャラクターとの親交を深める」の二つになる。女王エンディングを迎えたい場合はそれほど問題は無く、育成と男性キャラクターとの付き合いをほどほどに行っていけば迎えることが出来る。しかし恋愛エンディングを迎えたい場合は、細かくバランスを取って行くことが必要となる。
育成に力を入れ成績が良ければ、行動の選択肢が広がり、有利になる。だが「育成の完了」というゲームの終了条件が早く達成されてしまうため、男性キャラクターとの恋愛成立条件を整えることが難しくなる。男性キャラクターとの親交に力を入れれば、育成の速度が遅くなる。『アンジェリーク』、『アンジェリークSpecial2』のようにライバルキャラクターが存在する場合は、ライバルに有利な展開となってしまう。そのため、目的に応じて、この二つの行動を計画的に行わなければならない。
しかし、男性キャラクターと親密になると、親愛行動として育成を男性キャラクターが自動で行ってしまうため、育成を抑えておかないと終盤に育成が早く進んでしまい、恋愛エンディングを成立し損ねることがある。また、育成の成績の代わりに、男性キャラクター達からの支持率の良し悪しで行動の選択肢が広がる場合もあるので、ある程度の人数と付き合いを持つ必要がある。
指定期間内に育成が終えられなかった場合は、バッドエンドとなる。

### RPG
アンジェリーク 天空の鎮魂歌2作目のヒロイン、アンジェリーク・コレットを主人公としたRPG。RPGというよりは、恋愛イベントや各男性キャラクターとのマルチ恋愛エンディングがメイン。ストーリー的には『アンジェリークSpecial2』と『アンジェリーク トロワ』の間に入るエピソードになる。後のアンジェリークシリーズは本作を未プレイ・プレイ経験のどちらでも楽しめるよう設定されている。

### 恋愛アドベンチャー
アンジェリーク 魔恋の六騎士『アンジェリーク 天空の鎮魂歌』の前日譚に当たる外伝的作品。『アンジェリーク 天空の鎮魂歌』で敵役として登場する人物の過去を描いた作品であるため登場人物は他のシリーズ作品とはほとんど重ならない。本作のみアイディアファクトリーから発売されている。キャラクターデザインは東夕陽。

### ボードゲーム
ふしぎの国のアンジェリーク1作目のヒロイン、アンジェリーク・リモージュを主人公としたボードゲーム。目的は飛空都市のどこかで開かれる守護聖様のお茶会に参加すること。ボードゲームではあるが恋愛イベントや各男性キャラクターとのマルチ恋愛エンディングがメイン。PC-FX（1996年）、セガサターン、プレイステーション、Windows（1997年）、ゲームボーイアドバンス（2002年）用ソフト。ストーリー的には第1作『アンジェリーク』の女王試験中のエピソードになる。
「ふしぎの国のアンジェリーク」スタッフ
- キャラクターデザイン：由羅カイリ
- パッケージイラスト：とみながまり
- 音楽：葛生千夏
- アニメーション制作：スタジオ・ライブ
- アニメーション作画監督・演出：近永健一
- 音響制作：アニメイトフィルム（菊池晃一）
- 音響演出：菊池浩巳
- 録音スタジオ：神南スタジオ、スタジオエコー、セントラル録音
- マニュアル本文デザイン：YOINECO-デザイン　小森ネコ

スウィートアンジェ1作目のヒロイン、2作目のヒロイン、ライバルたち、1作目の守護聖が登場するパロディ設定のボードゲーム。キャラクターは全員同じ学園の生徒であり、ゲームの目的はお菓子作りで表彰されること。ボードゲームではあるが恋愛イベントや各男性キャラクターとのマルチ恋愛エンディングがメイン。ゲームボーイ用ソフト（1999年）。なお、本作のキャラクターデザイン・パッケージのイラストは由羅カイリではなく桂崎新子によるもの。

### ソーシャルゲーム
ラブラブ天使様～アンジェリーク～GREEで提供されていたソーシャルゲーム。サービス期間は2011年11月30日～2012年7月31日まで。現代が舞台で、プレイヤーは社会奉仕団体「ネオロマンス・ソサエティ」の「希望の天使」として世界各国のセレブ達とともにチャリティ活動を行う、というもの。チャリティ活動やお茶会などで親密度を上げることによりデートイベントなどが楽しめる。アンジェリークシリーズの神鳥の守護聖9名、聖獣の守護聖9名、アリオス、そして新規追加キャラクターである桜川柾（さくらがわ まさき）を加えた総勢20名が攻略対象キャラクターとして登場していた。キャラクターデザインは双葉はづき。
トークCD「ラブラブ天使様～アンジェリーク～恋するエトランゼ」が2012年に発売。

## テレビアニメ
恋する天使アンジェリークシリーズ初のTVアニメーション。『アンジェリーク エトワール』の世界をベースとしている。第1期サブタイトルは「心のめざめる時」で2006年7月より放送、第2期サブタイトルは「かがやきの明日」で2007年1月より放送された。

## 漫画
第１作目のコミカライズと、第１作目のリメイク「ルトゥール」のコミカライズは『アンジェリーク』を参照。
戦国アンジェリークcomic B's-LOGキュンにて連載された漫画。2010年6月15日発売号より連載開始。歴史上の戦国時代を舞台に、主人公は織田・アンジェリーク・信長として武将たちと戦乱の世を駆け抜ける。全3巻が予定されており、原作・シナリオは藤咲あゆな、作画は羽鳥まりえ。
小説版「戦国アンジェリーク 太陽の国と炎の使者」も出版されていて、製作は漫画版同様に藤咲あゆな・羽鳥まりえが担当した。

## 小説
『アンジェリーク デュエット』のノベライズ、『アンジェリーク 天空の鎮魂歌』の外伝「黒き翼のもとに」は該当ゲーム記事を参照。『戦国アンジェリーク』のノベライズは、該当節#漫画を参照。
小説 アンジェリーク異聞
著：久美沙織。「小説 アンジェリーク異聞 剣豪倉菱無関心之介」（1996年12月）として光栄から刊行、その後、「小説アンジェリーク異聞 守護聖江戸ごよみ」（2003年2月）へ改題し同社から再び刊行。時代劇パラレルストーリー。
アンジェリークEXTRA
著：高瀬美恵。がASUKAノベルスから全3巻（1997年6月 - 1998年4月）、その後、新装版が角川ビーンズ文庫から全3巻（2001年9月 - 2002年6月）が刊行された。守護聖を中心としたオリジナルストーリー。
小説 アンジェリーク
著：須和雪里。光栄から「守護聖ラプソディ―」（1998年3月）、「オールスタースクランブル」（1999年9月）として刊行、その後、「短編集 オールスターコンチェルト」（2003年2月）として同社から再び刊行。ラブラブ通信に掲載されたアナザーストーリー。

## ラジオ
ネオロマンスシリーズ全般を対象とした番組についてはネオロマンスシリーズを参照。
俊と由里と春菜のPC-FXクラブ
番組内の1コーナー、「森の湖」で毎回地の守護聖ルヴァ役の関俊彦がリスナーの悩みに答えていた。文化放送で1996年10月～12月に放送された。パーソナリティは関俊彦、白鳥由里、池澤春菜。「森の湖」とはゲーム『アンジェリーク』内に登場する地名。
アンジェリーク ファイアー・ドリーム Paradise
アンジェリークシリーズ全般を対象としたラジオ番組。アール・エフ・ラジオ日本およびラジオ関西で1999年1月～3月に放送された。パーソナリティは堀内賢雄、子安武人。
アンジェリーク キス・キス Paradise
アンジェリークシリーズ全般を対象としたラジオ番組。アール・エフ・ラジオ日本およびラジオ関西で1999年10月～2000年3月に放送された。パーソナリティは堀内賢雄、関俊彦。
恋する天使アンジェリーク～スウィート・パラダイス～
TVアニメ『恋する天使アンジェリーク～心のめざめる時～』の関連インターネットラジオ番組。ランティスウェブラジオで2006年4月～2007年3月に放送された。パーソナリティは堀内賢雄、浪川大輔。
| 文化放送 日曜25:30-26:00                     | 文化放送 日曜25:30-26:00                                | 文化放送 日曜25:30-26:00 |
| 前番組                                       | 番組名                                                  | 次番組                   |
| -------------------------------------------- | ------------------------------------------------------- | ------------------------ |
| 130Rの今宵も勘蔵野 （1996年4月 - 1996年9月） | 俊と由里と春菜のPC-FXクラブ （1996年10月 - 1996年12月） | -                        |

## PC-FX
『アンジェリーク』はそもそもスーパーファミコンソフトとして開発されたため、音声は付加されていなかった。しかし、当時既にプレイステーションやセガサターンがメジャーなゲーム機であったことや、アンジェリークのドラマCDの出来が良かったことなどから、開発されたのが、初めての音声付ソフト『アンジェリークSpecial』であったが、最初の移植先はマイナー機であるNECホームエレクトロニクスのPC-FXであった。
その後も「アンジェリークの新作はまずPC-FX版で発売される」という原則は崩れなかった。『アンジェリークSpecial2』、『ふしぎの国のアンジェリーク』、『アンジェリーク 天空の鎮魂歌』は、いずれもPC-FX版が最初である。当時としては数少なかった女性向け恋愛シミュレーションゲームの『アルバレアの乙女』がPC-FXのラインナップに入っていた。